# Língua cha'palaachi
Cha' Palaachi também chamada Chachi ou Cayapa é um das línguas barbacoanas, sendo falada no norte do Equador  por algo entre 3 e 10 mil pessoas da etnia Chachi.
A palavra "Cha'palaachi" significa “língua dos Chachis”. A língua foi descrita pelo missionário Pe. Alberto Vittadello, o qual viveu sete anos na tribo e teve seu livro da descrição publicado Guaiaquil, Equador em 1988.

## Características
Cha'palaachi é uma língua aglutinante, apresenta casos gramaticais e suas frases são Sujeito  - Objeto – Verbo. 

## Escrita
Cha'palaachi é escrita com o uso do alfabeto latino, usando os seguintes grafemas:
- consoantes - A, B, C, CH, D, DY, E, F, G, GU, HU, I, J, L, LL, M, N, Ñ, P, QU, R, S, SH, T, TS, TY, U, V, Y, '
- vogais – as quatro simples e duplas (longas) - A, E, I, U, AA, EE, II, UU

## Amostra de texto
Naaju chachilla bain mu' chachilla bain na kayatu tichiba bulla jutyu naakendya'ba kenu deechu taa na kayamu deju, tsenminya naaju juñu bain ne tsaave ti' uukavinu jutyu naa ti deechu juuchi bain, mubain mubain tsaren dejuve, tsenmin shilli pensangenupude deju' mitya, tsenmin usa' kendu bain ura' kendyu' bain mide' mitya muba mu bain veta' veta' ura' keewaawaa kenuu dejuve.
Português
Todos os seres humanos nascem livres e iguais em dignidade e direitos. São dotados de razão e consciência e devem agir em relação uns aos outros com espírito de fraternidade. (Artigo 1 – Declaração Universal Direitos Humanos)

## Externas
- Cha'palaachi em Omniglot.com
- Ethnologue para Cha'palaachi
- “Native Language” -  Cha'palaachi